# Ciénaga de Zapata (municipio)
Ciénaga de Zapata es el más sureño de los municipios que conforman la Provincia de Matanzas, en Cuba. 
Fue fundado, como municipio, en 1976. Cuenta con una superficie territorial aproximada de unos 4.500 km² y una población aproximada de unos 9.968 habitantes. 
La cabecera municipal se encuentra en el poblado de Playa Larga. Por esta zona, ocurrió la Invasión de Bahía de Cochinos, en abril de 1961.